# C/1264 N1
C/1264 N1 ist ein Komet, der im Jahr 1264 mit dem bloßen Auge gesehen werden konnte. Er wird aufgrund seiner außergewöhnlichen Helligkeit zu den „Großen Kometen“ gezählt.

## Entdeckung und Sichtbarkeit
Fast alle Chronisten, die über die Ereignisse des 13. Jahrhunderts schrieben, erwähnten den großen und prächtigen Kometen von 1264 und viele von ihnen waren Augenzeugen dessen, worüber sie berichteten. Im Gegensatz zu vielen anderen Kometen wurde dieser zuerst in Europa entdeckt.
Obwohl es einen Bericht durch Aegidius von Lessines über seine Sichtung in Frankreich vielleicht am 14. Juli gibt, wurde er mit Sicherheit dort aber erst am Abend des 17. Juli nach Sonnenuntergang beobachtet. Dies berichtete Thierri de Vaucouleurs im darauffolgenden Jahr in einem Gedicht über das Leben Papst Urban IV. ohne weitere Einzelheiten zu nennen. Nach der japanischen Chronik Dai Nihon shi wurde er ab dem 21. Juli für einige Tage abends im Nordwesten gesehen. Auch in China wurde er nach der Chronik Yuán Shǐ am 26. Juli wahrscheinlich zum letzten Mal am Abend gesehen.
Um diese Zeit muss er für Beobachter an der Sonne vorbeigegangen sein, denn chinesische Astronomen sahen ihn am 25. und 26. Juli bereits am Morgenhimmel. An diesen und den folgenden Tagen gibt es entsprechende Berichte auch aus Korea, Europa, Japan und der muslimischen Welt. Der Komet soll groß und hell im Nordosten vor Sonnenaufgang erschienen sein, sein beeindruckend langer und breiter Schweif war bereits über dem Horizont zu sehen, bevor der Komet nach dem Morgenstern erschien. Der Schweif soll nach koreanischen Berichten Ende Juli fünf deutliche „Strahlen“ aufgewiesen haben, möglicherweise eine Beschreibung von Synchronen oder Striae, wie sie auch bei den Kometen C/1743 X1, C/1975 V1 (West) oder C/2006 P1 (McNaught) beobachtet werden konnten. Drei Wochen später war nur noch ein einzelner Kometenschweif zu erkennen, möglicherweise befand sich die Erde zu dieser Zeit nahe der Bahnebene des Kometen, so dass der Staubschweif in geänderter Perspektive erschien. Der Komet wanderte bis September so rasch nach Süden, dass er schon vor dem Morgenstern aufging, während der Schweif bis zum westlichen Himmel reichte.
Gegen Ende September begann der Schweif zu verblassen und der Komet wurde schwieriger zu beobachten. Letzte Sichtungen erfolgten in Europa um den 2. Oktober (Papst Urban IV. starb am 2. Oktober, und neben Thierri erwähnen auch viele andere Chronisten, dass der Komet zum letzten Mal in der Todesnacht des Papstes gesehen wurde), in Korea am 4. Oktober und in Japan am 9. Oktober. Die chinesischen Chroniken geben keine genauen Daten an, sondern berichten nur von einer Sichtbarkeit zwischen 40 Tagen und 4 Monaten.
Der Komet erreichte am 29. Juli eine Helligkeit von 0 mag.

## Aberglaube
Viele Chronisten verbanden das Erscheinen des Kometen mit dem Ableben Papst Urban IV. Giovanni Pontano beschrieb in seinen Commentarii in centum Claudii Ptolemaei sententias aus dem 15. Jahrhundert etliche durch den Kometen ausgelöste kriegerische Ereignisse, die sich auch noch mehrere Jahre nach dem Erscheinen des Kometen ereignet haben sollen.

## Wissenschaftliche Auswertung
Astronomen des 18. Jahrhunderts versuchten erstmals, Bahnelemente für diesen Kometen aus den Beobachtungen abzuleiten. Dunthorne und Pingré kamen dabei unabhängig voneinander zu Ergebnissen, die darauf hindeuteten, dass der Große Komet von 1556 eine Wiederkehr des Kometen von 1264 gewesen sein könnte. Der Komet hätte dann eine Umlaufzeit von etwa 292 Jahren gehabt und mit einer erneuten Wiederkehr wäre im Jahr 1848 zu rechnen gewesen. Diese Theorie wurde damals in weiten Kreisen kontrovers diskutiert, allerdings erschien dann 1848 (und in den Jahren vorher und nachher) kein großer Komet. Insbesondere J. R. Hind und M. Hoek führten bis in die zweite Hälfte der 1850er Jahre Dispute, bis eine erneute Berechnung dreier alternativer Bahnen für den Kometen C/1264 N1 durch B. Valz zeigte, dass die Frage allein schon durch die Ungenauigkeit der Bahnelemente nicht entschieden werden könne. Nach heutigen Erkenntnissen haben die beiden Kometen keinen Zusammenhang.

## Umlaufbahn
Für den Kometen konnte aus 7 Beobachtungen über 70 Tage von M. Hoek im Jahr 1857 nur eine sehr unsichere parabolische Umlaufbahn bestimmt werden, die um etwa 16° gegen die Ekliptik geneigt ist. Seine Bahn steht damit leicht schräg gestellt zu den Bahnebenen der Planeten. Im sonnennächsten Punkt der Bahn (Perihel), den der Komet um den 20. Juli 1264 durchlaufen hat, befand er sich mit etwa 123 Mio. km Sonnenabstand im Bereich zwischen den Umlaufbahnen der Venus und der Erde. Um den 29. Juli kam er der Erde bis auf etwa 27 Mio. km (0,18 AE) nahe, was der Grund für seine große Helligkeit gewesen sein könnte. Um den 18. September näherte er sich noch dem Mars bis auf etwa 58 Mio. km.
Ende August/Anfang September bewegte sich die Erde nahezu in der Bahnebene des Kometen, so dass der Schweif besonders hell und lang erschienen sein muss.
Aufgrund der unsicheren Ausgangsdaten kann keine Aussage darüber getroffen werden, ob und gegebenenfalls wann der Komet in das innere Sonnensystem zurückkehren könnte.